# 연화여자고등학교
연화여자고등학교는 충청남도 아산시에 있었던 산업체 부설 고등학교이다.

## 연혁
- 1980년: 개교
- 2002년: 모기업인 동방방직의 경영난으로 폐교